# Danisco
Danisco A/S blev skabt i 1989 gennem en fusion af de to gamle C.F. Tietgen-selskaber De Danske Sukkerfabrikker (grundlagt 1872) og De Danske Spritfabrikker (grundlagt 1881) samt A/S Danisco (Dansk Handels- og Industri Company). Egentlig blev Danisco allerede skabt 1923 som Dansk Handels og Industri- Compagni af De Danske Spritfabrikker. I 1934 ønskede staten en klar adskillelse mellem spritfirmaet og de øvrige virksomheder, der var kontrolleret af spritfabrikken. Som følge af loven om Spritfabrikkernes eneretskoncession på fremstilling af sprit og gær, blev Dansk Handels og Industri- Compagni derfor udskilt som en selvstændig virksomhed under navnet Danisco (en sammentrækning af Dansk Handels og Industri- Compagni). 
Udskillelsen foregik ved, at aktionærerne i Spritfabrikkerne fik en 200 kr. aktie i Danisco for hver 1000 kr. aktie, som de besad i Spritfabrikkerne. Spritfabrikkernes eksportafdeling, som stod for eksport af gær, tørgær, akvavit, likør og sprit, og selskabets interesser i andre virksomheder, primært Dansk Gærings Industri, De Danske Sprængstoffabrikker, M. Aarsleff & Co. og Dansk Gelatine Fabrik, blev overført til Danisco A/S, som fik kontor i Kristianiagade 8 i København. I 1939 overtog Danisco endvidere Grindstedværket, og i 1988 Grenaa Papfabrik.
Danisco A/S (fra 1989) blev ledet af adm. direktør Palle Marcus og var et regionalt baseret konglomerat, der spændte over produkter som emballage, frosne grøntsager, kartoffelchips, sukker, alkohol (f.eks. snaps og Gammel Dansk) og fødevareingredienser som emulgatorer, der er kendt for at binde vand og olie til eksempelvis margarine. Virksomheden havde dengang ca. 12.000 medarbejdere og en omsætning omkring 13 mia. kr.
I 1992 overtog Danisco den svenske sukkerindustri, da Sockerbolaget AB købtes fra Cardo AB.
Med ledelsesskiftet i 1997, da Alf Duch-Pedersen blev adm. direktør, kom også et en ny strategi med fokus på fødevareingredienser. Danisco A/S købte i 1999 den finske ingrediensvirksomhed Cultor og frasolgte ligeledes i 1999 De Danske Spritfabrikker til det svenske Vin & Sprit AB.
Fokus på ingredienser betød også et skift væk fra regionalt fokus til at være en global virksomhed med salg i 100 lande og tilstedeværelse i over 40 lande. Danisco udbyggede sin position på ingrediensområdet med købet af Rhodia Food Ingredients i 2004, hvilket gjorde Danisco til verdens næststørste producent af mejerikulturer. I 2005 overtog Danisco også hele enzymproducenten Genencor, som Danisco havde fået en halvpart i med købet af Cultor. 
Med Genencor blev Danisco også verdens næststørste producent af enzymer til både fødevarer og industriel brug (den største producent er Novozymes). I 2007 frasolgte Danisco sin aromadivision Flavour. Den havde en meget lille markedsandel på nær inden for vanilje, som den var ledende på, men schweiziske Firmenich købte den, og et partnerskab blev etableret mellem parterne.
I 2009 afhændede Danisco sin sukkerdivision til tyske Nordzucker, der omdøbte divisionen til Nordic Sugar.
Danisco blev frem til juni 2011 ledet af Tom Knutzen. Virksomheden er blandt verdens førende producenter af ingredienser til industrien både i form af fødevareingredienser og industrielle ingredienser. Et nyt vigtigt fokusområde for virksomheden er bioteknologiske løsninger. Det gælder eksempelvis enzymer til bioethanol og BioIsoprene, der er et biobaseret materiale til produktion af gummi.
Ved udgangen af regnskabsåret 2008/09 (april 2009) havde Danisco ca. 7.000 medarbejdere og en årlig omsætning på omkring 13 mia. kr.
Den 10. januar 2011 lagde den amerikanske kemikaliekoncern, DuPont, et bud på 665 kr. aktien, hvilket værdiansætter Danisco til lige over 36 mia. kr. inklusive gæld.
I maj havde  DuPont erhvervet 92,2% af aktierne, de sidste til 700 kr. pr. aktie.
10 juni 2011 kl. 10:00 afholdt Danisco sin sidste ekstraordinære generalforsamling i Tivoli Congress Center. 
DuPont ejer nu hele Danisco. De Daniscoaktionærer, der ville beholde Danisco på danske hænder, blev tvangsindløst 10. juni 2011 ved en ekstraordinær generalforsamling, og Danisco er afnoteret fra Københavns Fondsbørs.

## Direktion
- Administrerende direktør Tom Knutzen (CEO)[3]
- Finansdirektør Søren Bjerre-Nielsen (CFO)[4]